# Петров, Владимир Владимирович (политтехнолог)
Владимир Владимирович Петров (укр. Володимир Володимирович Петров; род. 20 ноября 1977, Днепропетровск, УССР) — украинский пророссийский пропагандист, продюсер, блогер.
Известен тем, что является автором «педофилгейта» в «Артеке», который помог пророссийскому кандидату Виктору Януковичу выиграть на выборах Президента Украины 2010 года.
Руководил предвыборной кампанией объявленного в розыск СБУ пророссийского политика Игоря Маркова, в результате чего Марков попал в Верховную Раду. Работал на предвыборную кампанию кандидата Михаила Прохорова во время президентских выборов в России 2012 года.
Наиболее известен созданием в 2013 году «титушек», провокации и столкновения с которыми привели к гибели героев Небесной сотни, бегству Януковича и аннексии Крыма Россией.
Кандидат на пост Президента Украины 2019 года.
Основатель и ведущий YouTube-канала «Исландия». 15 декабря 2021 года стал ведущим телеканала «Рада», 17 декабря со скандалом был отстранен от эфиров.
Известен своими антиукраинскими заявлениями, в частности о Революции Достоинства, украинском языке; унизительными высказываниями в адрес украинских военных, украинских беженцев. Заявлял, что не считает Крым украинским. Распространял в своих эфирах российскую пропаганду, а также ложь и фейки о российско-украинской войне. Ряд украинских СМИ, журналистов, политиков называют Петрова «черным политтехнологом» и «медиакиллером», а его деятельность характеризуют как «пророссийскую», «антиукраинскую» и «пропагандистскую».

## Биография
Владимир Петров родился в 1977 году в Днепропетровске.
Родители — Любовь Владимировна Петрова, уроженка города Салават в Российской Федерации, и Владимир Рудольфович Петров, уроженец города Петропавловск Казахской ССР, россиянин, бывший военнослужащий. Они развелись, когда Петрову было шесть лет. После распада СССР папа Петрова уехал жить в Россию.

### Образование
Окончил Криворожский технический университет по специальности «горный инженер подземной разработки».

### Ранняя карьера
В 2002 году был журналистом «Уличного телевидения» — проекта Виктора Пинчука, который в начале 2000-х сыграл важную роль в агитации и манипуляциях в пользу Леонида Кучмы.
Затем Петров перешел работать на пророссийский, ныне закрытый, телеканал «Киевская Русь. Телевидение» (КРТ), где дошел до уровня главного редактора и директора. КРТ принадлежал донецкому прокурору и генпрокурору Геннадию Васильеву. Там сошелся с донецкой региональной элитой. В 2005 году — шеф-редактор отдела новостей на телеканале КРТ.
В 2005–2007 годах — и.о. гендиректора КРТ.
Стал известным благодаря блогу в Живом журнале, который он вел с 2000-х под псевдонимом lumpen. В публичном политическом пространстве фамилия Владимира Петрова громко всплыла летом 2009 года из-за скандала с ЖЖ Арсения Яценюка. На странице Петрова в Живом журнале от имени Яценюка появился нецензурный комментарий в адрес одного из пользователей. Позже Петров объяснял, что забыл перелогиниться.
В 2010 году Петров зарегистрировал «Информационное агентство B&D», от англ. bad — «плохой», «злой».
В 2011 году компания Петрова Lumpen production купила 50% онлайн-таблоида «ragu.li».

### Работа на президентских выборах в России 2012 года
Согласно расследованию журналиста Дмитрия Гордона, работу Петрова курировало в этой президентской кампании непосредственно пятое управление ФСБ России (официальное название — Служба оперативной информации и международных связей).
За свою работу на Прохорова Петров получил примерно $1,5 млн, именно на эти деньги он потом купил дом в Буче. Этот дом площадью почти 250 м² в феврале 2020 года он переоформил через договор дарения на жену.

### Сотрудничество с администрацией Януковича
Во времена президентства Виктора Януковича компания Петрова работала на Банковую. В 2009–2013 годах он активно действовал против Юлии Тимошенко и объединенной оппозиции.

#### «Педофилгейт» в детском лагере «Артек»
Во время президентской кампании 2009–2010 годов Петров был автором «педофилгейта», когда трех нардепов от «Блока Юлии Тимошенко»: Виктора Уколова, Сергея Терехина и Руслана Богдана обвиняли в сексуальном насилии над детьми в лагере «Артек». Публичная вовлеченность Владимира Петрова проявилась в том, что он помог разогнать историю через свой блог. 13 октября 2009 года, в своем LiveJournal, он опубликовал письмо нардепа Григория Омельченко к президенту Виктору Ющенко. В тот же день, 13 октября, народный депутат от «Партии регионов» Вадим Колесниченко также заявил о скандале с «Артеком».
Это стало толчком к рассмотрению «дела педофилов», трое обвиняемых депутатов требовали провести все проверки. Нардепы тогда категорически опровергали эту информацию. Консультантом по делу «потерпевшей стороны» была тогда, в частности, адвокат и пророссийская пропагандистка Татьяна Монтян, подозреваемая СБУ в коллаборационной деятельности. Она, как и Петров, активно занималась раскруткой «педофилгейта».
В октябре 2011 года фальсифицированное дело против трёх нардепов от «Блока Юлии Тимошенко» закрыли.
Одним из заказчиков Петрова по «делу педофилов» был пророссийский политик Владимир Сивкович, который подозревается в государственной измене за создание сети российских агентов в Украине. О том, что именно он причастен к раскрутке «педофилгейта», Сергей Терехин рассказывал в интервью Дмитрию Гордону. Тогда Сивкович был нардепом от Партии регионов, а после победы Януковича стал вице-премьером, курировал силовой блок в правительстве Николая Азарова. Второй заказчик Петрова по делу о якобы педофилии в «Артеке» — Владимир Олейник, пророссийский политик, бывший нардеп от «Партии регионов», который тоже сбежал в Россию и получил от СБУ подозрение в госизмене. Согласно расследованию журналиста Дмитрия Гордона, Сивкович и Олейник были главными координаторами дела о педофилах, именно от них Петров получал деньги за раскрутку этого скандала.

#### Акции против оппозиции
. В марте 2013 года, произошел известный эпизод с Арсением Яценюком. На одном из митингов оппозиции в Виннице под названием «Вставай, Украина!» Алексей Дурнев, работавший тогда с Петровым, подбежал к Яценюку и вручил ему морковь со словами: «Арсений Петрович, возьмите морковку как символ президентской власти».

#### Работа на Маркова
В 2012 году Петров помогал попасть в Верховную Раду лидеру ныне запрещенной пророссийской партии «Родина» Игорю Маркову, который тогда был одним из главных украинофобов, по версии «Украинской недели».
Петров тогда придумывал все для кампании Маркова, вместе с ним работал российский политтехнолог Семен Уралов. Сейчас Уралов обсуждает в эфирах с террористом «ДНР» Денисом Пушилиным, идеологом «русского мира» Александром Дугиным и заместителем председателя Совета Федерации РФ Константином Косачевым о том, как «денацифицировать» Украину.
Марков тогда на выборах победил. За «технического» Петрова проголосовало 525 человек. По словам народного депутата от партии «Европейская солидарность» Алексея Гончаренко, Марков тратил на свою кампанию миллионы долларов, в частности у него на мероприятии в честь 9 мая выступал российский певец Лев Лещенко.
После победы Маркова на выборах Петров начал активнее работать в Киеве, его куратором был Алексей Ситников — российский политтехнолог, доктор психологических наук, сертифицированный тренер НЛП. Один из многих российских политтехнологов, которые в те годы зарабатывали на Украине.

#### Репрессии против оппозиционных журналистов
В перерыве между выборами Петров работал против оппозиционных к Януковичу журналистов. Пока медийщики боролись за свободу слова, политтехнолог оппонировал движению «Стоп цензуре!». В частности, он публично обещал приложить все усилия, чтобы «журналистская тусовка», которая осталась после Революции на граните, исчезла из Украины. Наиболее заметной была кампания Петрова против издания «Зеркало недели».

#### Создание «титушек»
18 мая 2013 года тогдашний министр внутренних дел Виталий Захарченко и команда Петрова устроили драку на многотысячной оппозиционной акции «Вставай, Украина!». В сопровождении Госавтоинспекции МВД Украины, предоставленный в распоряжение Владимира Петрова, броневик с клоунами внутри и на броне пошел на таран тех, кто вышел на Софийскую площадь и прилегающие улицы против режима Януковича. Техника спровоцировала драку, во время которой на активистов и журналистов напали наемные молодые люди, одним из которых был тот самый Вадим Титушко. Именно в тот день и родилось слово «титушка». Владимир Петров сначала признал, что арендовал машину для акции. Но теперь отрицает причастность из-за потенциального уголовного дела. Главой Администрации президента Януковича в то время был Сергей Лёвочкин. Факт сотрудничества с ним Петров признал только в конце 2018-го, после ареста.
После того как Вадим Титушко избил журналистов, на Майдане начали массово использовать такую тактику: запускали титушек, которых в 2013 году придумал и вывел на Майдан Владимир Петров. Провокации и столкновения должны были максимально раскачать ситуацию. Все это впоследствии привело к убийствам героев Небесной сотни, бегству Януковича, аннексии Крыма Россией и войне на Донбассе.

### Деятельность после Евромайдана

#### Сотрудничество с Киваловым
Осенью 2014 года, после начала российско-украинской войны, Петров помогал попасть в Верховную Раду пророссийскому политику Сергею Кивалову на досрочных парламентских выборах в Одессе. Тогда Кивалов выиграл на своем округе с минимальным преимуществом за счет двух вещей: тотального контроля Окружной избирательной комиссии и того, что против его конкурентов работала масса технических кандидатов, среди которых были соратники Петрова — Александр Барабошко и Алексей Дурнев. В общем, на 135-м округе тогда выдвигалось 40 человек.

#### Карьера на российском телевидении
В 2016 году вел программу «Опасные гастроли» на российском федеральном телеканале «Пятница!» вместе с телеведущей Жанной Бадоевой.

### YouTube-канал «Исландия»
26 октября 2023 года Национальный совет по вопросам телевидения и радиовещания назначил внеплановую проверку канала «Исландия». Нацсовет получил жалобу от журналиста Дмитрия Гордона на эфир канала. Регулятор провел мониторинг и зафиксировал наличие нецензурной лексики в программах «Розрив» и «Супер live» с участием Владимира Петрова. По словам члена Нацсовета Максима Оноприенко, согласно Закону «О медиа», распространение нецензурных слов может нанести вред психическому и моральному развитию детей. В то же время в упомянутых программах канала «Исландия» не было отметок или предупреждений об этом.
31 октября 2023 года Национальный совет по вопросам телевидения и радиовещания на своем заседании отказал «Исландии» в лицензии на цифровое вещание. Представители регулятора, в частности, отметили при обсуждении, что Владимир Петров и другие ведущие канала в своих эфирах говорили откровенную ложь в адрес регулятора. По словам членов Нацсовета, регулятору неоднократно поступали жалобы на обсценную лексику и мат в эфирах канала.

### Скандал с телеканалом «Рада»
В пятницу, 17 декабря, в Верховной Раде по требованию вице-спикера парламента Елены Кондратюк состоялось совещание, на котором обсудили ситуацию с каналом «Рада». Участники совещания пришли к согласию, что политтехнолога Владимира Петрова не должно быть в эфире парламентского телеканала. В тот же день, редакционный совет канала «Рада» принял решение отстранить Петрова от эфира.
По информации источников «Детектора медиа», возмущение парламентариев вызвала критика Владимира Петрова в адрес бывшего канцлера Германии Ангелы Меркель 15 декабря, к которой он перешел после сюжета о татуировках свиней.
Если мы уже о свиньях, то продолжим о свинском поведении. Не своем, а свинском поведении бывшего канцлера Германии.Владимир Петров

### Нападение на украинских журналистов

#### Угрозы Лигачевой
23 октября 2023 года Владимир Петров в эфире своего YouTube-канала «Исландия» пригрозил «наказанием» шеф-редактору «Детектор медиа» Наталье Лигачевой за ее слова о его работе на Офис президента и связи с титушками.
Юрист Института массовой информации (ИМИ) Роман Головенко отмечает, что в конце видео Сергей Иванов обращался к Владимиру Петрову с просьбой прекратить спич и не угрожать и подчеркнул, что эти слова расценил как угрозы даже коллега по эфиру. Юрист правозащитного центра «Смена» Даниил Попков пояснил, что слова Петрова в отношении Натальи Лигачевой подпадают под статью 345-1 Уголовного кодекса Украины — угроза или насилие в отношении журналиста. Он подчеркнул, что слова Лигачевой о деятельности Петрова, из-за которых он ей угрожал, были сказаны публично, их можно трактовать как журналистскую деятельность, а значит, действие статьи охватывает этот случай.
27 октября 2023 года, в эфире «Исландии», Петров назвал «эскортницами» шеф-редактора издания «Детектор медиа» Наталью Лигачеву, главных редакторов «Зеркало недели» и «НВ» — Юлию Мостовую и Виталия Сыча. 7 ноября Петров обозвал журналистов «Украинской правды» «вафлистами».

### Сексистские скандалы
В течение 2023–2024 годов, в соавторстве с Сергеем Ивановым, на YouTube-канале «Исландия», Владимир Петров неоднократно негативно высказывался в сторону Марии Ефросининой, певицы alyona alyona и унижал их.
На высказывания Петрова и Иванова alyona alyona отреагировала в Instagram. Она напомнила, что это не первое публичное оскорбление с их стороны в ее адрес. Певица опубликовала другое видео, в котором ведущие «Исландии» называли ее «хабалкой» и обсуждали, при каком условии посадили бы ее «себе на ручки». Она добавила, что ей стыдно слышать такие реплики в украинском информационном пространстве и она думает подать в суд на Иванова и Петрова.
Телеведущая Маша Ефросинина также отреагировала на скандал с Alyona Alyona, заявив, что она «едва ли не самая первая женщина, с которой они начали оббивание своих мизогинных нарративов». И добавляет, что она «никогда не привлекала внимания к этому». «Для меня они просто как уличная помойка, мимо которой я каждое утро прохожу, не поворачивая головы», — отметила Ефросинина.
Также Маша Ефросинина считает, что «невозможно закенселить то, что изначально не имело социального веса и репутации».

## Политика
Во время Парламентских выборов в Украине 2012 года Петров баллотировался в депутаты Верховной Рады по мажоритарному округу 133 в Одессе.
Во время Местных выборов 2015 года баллотировался в Днепровский городской совет от пророссийской партии «Наш край» по 55 округу.
7 февраля 2019 — Петрова зарегистрировали кандидатом в Президенты Украины. В программе Петров предлагал закрепить право граждан на бесплатный хлеб и интернет, для IT-компаний установить налог в 15% от прибыли, отменить уголовную и административную ответственность за кражу продуктов питания на сумму до 1500 грн, ликвидировать Пенсионный фонд и МВД. Петров хотел объединить государство и церковь, объявить Украину православным государством, а функции министерства социальной политики передать ПЦУ. Результаты приватизации Петров хотел пересмотреть, а пенитенциарную службу Украины — реструктуризировать. Кроме того, Петров планировал вернуть Украине «исконные территории», которые сейчас принадлежат Польше, Белорусси, России, Румынии, Венгрии. За Петрова проголосовали 15 587 украинцев, он набрал 0,08% и занял 23 место.
Также Петров выдвигал свою кандидатуру на Парламентских выборах 2019 года. Он был зарегистрирован в одномандатном избирательном округе №221 в Печерском районе Киева. За него проголосовало 1092 человека. По словам Петрова, участие в парламентских выборах выматывало, потому что ему приходилось общаться с людьми и выслушивать их проблемы, которые ему не интересны. В интервью журналистке Наталье Мосейчук, Петров рассказывал, что он «шел на компромисс, делал вид, что ему интересно с людьми, делал вид, что его беспокоят их проблемы, кивал им, выслушивал их», а также отметил что «не помнит ни одного человека, с которым бы ему было интересно разговаривать во время парламентских выборов».

## Уголовное преследование

### Дело Варченко
29 ноября 2018 года Петров был задержан в рамках расследования уголовного производства Главной военной прокуратурой с участием работников Департамента внутренней безопасности Национальной полиции по подозрению в совершении ряда преступлений: в нарушении тайны переписки или телефонных разговоров и неприкосновенности частной жизни, ложном сообщении о преступлении с искусственным созданием доказательств, воздействии на правоохранителя с целью помешать его работе, незаконном сборе, хранении и использовании конфиденциальной информации. Также в рамках этого дела был задержан блогер Александр Барабошко. Эти уголовные дела были открыты после громкого «секс-скандала» в сети интернет, когда студентка КПИ Наталья Бурейко обвинила в сексуальных домогательствах через приложение Tinder чиновника Национальной полиции Александра Варченко, который является мужем первого заместителя председателя Государственного бюро расследований Ольги Варченко. Суд поместил Петрова под круглосуточный домашний арест до 27 января 2019 года, он свою вину не признает.
По словам Анатолия Матиоса, Владимир Петров получил доступ к личным данным людей через утечку из Управления государственной охраны Украины и торговал ими для своих клиентов.

## Взгляды
Владимир Петров имеет пророссийские и украинофобские взгляды. Учителями Петрова являются идеологи рашизма. В интервью журналистке Наталье Влащенко, Владимир Петров рассказывал, что с 2001 года знаком с российскими политтехнологами, которых называет своими учителями, среди них Владимир Грановский (работал на теневой штаб Януковича, возглавлял пророссийский телеканал «НАШ»), Дмитрий Куликов и Тимофей Сергейцев (автор скандальной статьи «Что Россия должна сделать с Украиной»). Петров говорит, что научился у них отношению к жизни, а также он повторяет тезис Дмитрия Куликова и Тимофея Сергейцева про существование «три Украины». Среди приоритетных контактов Петрова долгое время были и такие персоны как объявленный в розыск за сотрудничество с террористической организацией «ДНР», пропагандист Александр Чаленко и украинофоб, политтехнолог Семен Уралов.
В 2012 году он признался, что симпатизирует премьеру Николаю Азарову, впоследствии сбежавшего в Россию, а также возмущался, что кто-то может быть недоволен Януковичем. Во времена президентства Виктора Януковича, Петров устраивал акцию в поддержку русского языка в Украине.
После аннексии Крыма Россией заявлял, что не считает Крым украинским. После начала войны в Донбассе, Владимир Петров рассказывал, что абстрагировался от войны, у него нет врагов среди русских и украинцев и он не понимает войну за «примитивные идеалы». В 2016 году, в одном из своих сообщений в Facebook, Петров называл российско-украинскую войну «гражданской». Заявлял, что никогда не сможет стрелять в россиян и что война идет «между нами и нами». Петров говорил, что ему «как человеку, у которого в первом паспорте была написана национальность «русский», очень сложно делить теперь мир между украинцами и русскими». «Если бы это была война с Румынией или с Польшей, то я бы, наверное, пошел. А так я, конечно, если меня будут загребать в армию, я буду упираться руками и ногами или проситься куда-то в медчасть перевязывать раны и дорисовывать, доампутировать что-то. Потому что я, вот честно, не понимаю, как стрелять в сторону России, в сторону русских людей», — отметил Петров в одном из эфиров своего «Люмпен шоу». Также Петров убежден, что на Украине есть «пророссийские патриоты», которые поддерживают Владимира Путина.

### Отношение к Путину
Во время предвыборной кампании на выборах Президента Украины 2019 года, Петров заявлял, что хочет, чтобы его любили в Украине так же, как любят Владимира Путина в России.
Вы заметили, что, когда наши президенты дают пресс-конференцию, их никто не смотрит. А когда Путин дает пресс-конференцию, его смотрит не только Россия, но еще и Беларусь, Украина и в Штатах смотрят, что же он там наговорил. Я хочу, чтоб меня в Украине любили также, как Путина любят в России.Владимир Петров

### Отношение к украинскому языку
Петров известен тем, что называл в соцсетях борцов за украинский язык и украиноязычных людей «стадом слаборазвитых существ с низкокачественным генофондом».
В 2021 году, Петров устроил провокацию на своем YouTube-канале «Исландия» на тему украинского языка. Он выложил ролик, в котором раскритиковал украинский язык и заявил, что по звучанию он похож на плетущуюся телегу.
Я год ломаю язык, свой прекрасный русский язык украинским, заставляю себя, мучаю себя. Это сильное физическое и интеллектуальное мучение потому, что образованному человеку трудно разговаривать примитивным украинским языком. Но я должен это делать, потому, что есть закон, закон, который я обязан выполнять.Владимир Петров
Он рассказывал, что русский язык проще, в украинском же есть буквы, которые трудно произносить.
Конечно русский язык красивее, четче, в украинском языке куча буквы "л", которую трудно выговаривать, такое ощущение, что, когда говоришь, что-то мешает во рту. Русский язык – это, как ракета, которая взлетает в космос, украинский язык – как телега, которая плетется.Владимир Петров

### Отношение к украинским беженцам
В 2023 году он заявил, что украинцы, выехавшие из страны во время полномасштабной войны, должны быть ограничены в правах.

## Медиадеятельность
6 сентября 2015 года в эфире телеканала НЛО TV состоялась премьера информационно-развлекательного проекта «Люмпен шоу».

### Ложь и фейки Петрова о российско-украинской войне
3 сентября 2014 года Франция отказалась передать России сделанные по ее заказу корабли-вертолетоносцы «Мистраль» из-за российской агрессии в Украине. В то же время Петров убеждает, что Франция все-таки передаст корабли России, а настоящая причина отказа в том, что французы просто задерживают сроки сдачи кораблей и решили использовать политическую ситуацию в своих интересах. То есть он убеждает аудиторию в том, что выгодно в данный момент Владимиру Путину — что Франция совсем не против и дальше передавать России военную технику, несмотря на агрессию против Украины. Франция так и не передала России «Мистрали» и через год официально разорвала контракт.
Также Петров восхищался смелостью тогда еще живого главаря «ДНР» Александра Захарченко. Все это он обсуждал в беседе с бывшим журналистом из Украины Дмитрием Филимоновым, который сейчас живет в России и открыто поддерживает войну. На протяжении всего разговора оба — Филимонов и Петров — называют террористов «ДНР» «ополченцами». Петров показывает смонтированное видео, которое Филимонов снимал во время поездки в Донецк, и в комментариях подводит зрителей к российскому пропагандистскому тезису, что ВСУ обстреливают жилые кварталы города. Филимонов рассказывает, что «с той стороны», то есть за вооруженных Россией боевиков, воюет много украинцев из разных регионов, Петров не пытался задать никаких вопросов, которые бы поставили под сомнение его слова. Также Филимонов рассказывал в эфире «Люмпен шоу», как главарь «ДНР» Александр Захарченко умело управляет людьми и пользуется уважением, потому что лично планирует военные операции против сил АТО и «непосредственно выезжает на передовую». Петров на это реагирует: «А кто такой Захарченко вообще? Для меня Захарченко — человек-загадка. Снайпер убил его охранника, а он даже бровью не повел!».
В 2015 году Петров утверждал, что Вооруженные силы Украины якобы обстреливают мирных жителей временно оккупированного Донецка.
Уже в другом своем проекте «Правительство блогеров» (укр. Уряд блогерів), Петров выражает благодарность «английскому журналисту Джону Трасту, который помогает нам с блогами российских политиков и который в данный момент находится в Донецке и освещает происходящие там события». Однако, как известно, «Джон Траст» не является английским журналистом. Под этим псевдонимом работал российский пропагандист Сергей Белоус, сотрудничавший с агентством «РИА Новости». Проукраинские донецкие СМИ называли его «военкором боевиков». Сам же Петров заявлял, что с Грэмом Филипсом его познакомил именно «Джон Траст». Белоус находится в санкционном списке НАПК, а также в базе данных центра «Миротворец».
В одном из эфиров канала «Исландия» гостем у Петрова был Дмитрий Василец, политик и глава запрещенной в Украине пророссийской политической партии «Держава», который после начала полномасштабного российского вторжения повторял пропагандистскую ложь Кремля, что «Украина заслужила быть уничтоженной», потому что «восемь лет уничтожала Донбасс». В 2015 году Василец был арестован по подозрению в помощи российским наемникам и содействии сепаратистскому телеканалу «Новороссия ТВ», но отпустили на свободу в 2018 году. В 2020 году Петров во время общения с Васильцом хвалит его за то, что тот провел в СИЗО более двух лет за свою пророссийскую позицию, и это, по мнению политтехнолога, означает, что у Васильца «системный подход».

## Оценки деятельности
Ряд украинских СМИ, журналистов, политиков называют Петрова «черным политтехнологом» и «медиакиллером», а его деятельность характеризуют как «пророссийскую», «антиукраинскую» и «пропагандистскую». В частности, он был внесен в базу данных центра «Миротворец» за участие в актах гуманитарной агрессии против Украины. По информации «Детектор медиа», Владимир Петров провел в украинской политике и медиа более двадцати лет. И за это время приобрел славу своеобразной грязной бомбы, которую политики сбрасывают на оппонентов, когда играют без правил. Черный политтехнолог не раскрывает своих заказчиков, но его публичный шлейф тянется от Арсения Яценюка до, судя по всему, Владимира Зеленского. Журналист «Детектор медиа» Ярослав Зубченко подчеркивает, что «методы работы медиакиллера довольно жесткие».
Шеф-редактор портала «Детектор медиа» Наталья Лигачева назвала Владимира Петрова и Сергея Иванова «черными политтехнологами» и напомнила, что Петров приводил на Майдан титушек. По ее словам «как и предыдущая власть, нынешняя очень часто пользуется черными технологиями. Извините, но существование Петрова и Иванова в эфире, и то, что Нацсовет дал «Исландии» лицензию, — это нонсенс. Это — черные политтехнологи, которые работают на Офис президента, которым не место ни в марафонах, ни в ютубе, нигде. Вова Петров — это тот, кто привел когда-то титушек на Майдан, которые избили тогда Олю Сницарчук с 5 канала, это тот, кто продвигал кучу черных технологий, и он сейчас работает на Офис президента. Меня очень удивляет, почему никто не подскажет Банковой, что это просто стыдоба. И таких примеров очень много».
По мнению общественного движения «Честно», Петров вероятно причастен к дискредитации таких людей, как Арсений Яценюк, Алексей Гончаренко, Владимир Рондин, Геннадий Корбан, Вадим Рабинович, Сергей Терехин, Виктор Уколов, Руслан Богдан, Олег Ляшко, Игорь Мосийчук, Андрей Лозовой.
По мнению главного редактора «Цензор.нет» и журналиста Юрия Бутусова, Владимир Петров вел пропаганду против журналистов по заказу окружения Януковича, а сейчас ведет пропаганду против журналистов по заказу окружения Зеленского. Комментируя работу Петрова на парламентском телеканале «Рада», Юрий Бутусов заявил, что «налогоплательщики оплачивали из своих денег человека, который уничтожал демократию, парламентаризм, помогал Януковичу захватить Украину. Помогал Януковичу сдать Украину Путину».
Украинский журналист Дмитрий Гордон считает, что на руках Петрова кровь украинцев. По его словам, «Владимир Петров — помойный российский политтехнолог, который выучил украинский язык и которого ввели россияне в наше информационное пространство для расшатывания ситуации внутри Украины. Его обвиняют в организации бандформирований титушек и завозении их на Майдан 2013 года. На его руках кровь украинцев, он убийца, преступник». 26 февраля 2024 года Дмитрий Гордон опубликовал большое расследование о Владимире Петрове, в котором привел тезисы о том, как Петров продвигал кремлевские нарративы. По мнению Гордона, действия Петрова «попадают под статью о госизмене так же, как действия пророссийских пропагандистов Анатолия Шария и Дианы Панченко, которые сбежали из Украины». Он уверен, что «после этого расследования Петровым и Ивановым займется СБУ».
По мнению главного редактора интернет-издания «ГОРДОН» и журналистки Алеси Бацман, если прощать Петрову и Иванову их медиадеятельность, то «не заметим, как проснемся в обществе, где такие медиа-уродцы будут воспитывать подобных себе медиа-уродцев-некрофилов».
По мнению нардепа от «ЕС» и политика Алексея Гончаренко, Петров абсолютно откровенно работал на российские спецслужбы. По словам Гончаренко, «на его нелюбви к Путину Петров строил всю кампанию за Маркова». После выхода расследования журналиста Дмитрия Гордона, Алексей Гончаренко подал депутатское обращение, в котором попросил СБУ дать правовую оценку действиям блогеров, изложенным в расследовании, и «сделать все необходимое для прекращения их антиукраинской деятельности».
По мнению соучредителя Украинского института будущего Юрия Романенко, Петрова и Иванова ждет плохой конец. «Это их судьба. Это же их сознательный выбор. Человек на стороне добра или на стороне зла — он очень часто делает сознательный выбор. Они не глупые люди. Они умные люди: будем называть вещи своими именами. То есть у них есть ум. Просто это ум на стороне зла», — сказал Романенко.
По мнению общественного деятеля и политика Борислава Березы, Петров и Иванов не планируют жить в Украине после смены власти. Береза считает, что «сейчас они скирдуют, зарабатывают деньги и дальше будут пытаться куда-то уехать».

## Личная жизнь

### Семья
По состоянию на 2019 год, Владимир Петров женат, с женой Татьяной воспитывает дочь.

### Имущество
Петров задекларировал два земельных участка в Киевской области площадью 1200 и 880 квадратных метров. Кроме этого, он внес в декларацию квартиру в Киеве площадью 72,8 квадратных метров.
Петров владеет также автомобилями Porsche Panamera 2010 года выпуска и Chevrolet Camaro 1969 года выпуска.
Жена Петрова владеет земельным участком размером 549 квадратных метров и садовым домом площадью в 134,9 квадратных метров в Киевской области и еще одним земельным участком в Кировоградской области. Татьяна Петрова имеет Porsche Cayenne 2011 года.